# Hippotion celerio
Hippotion celerio, hay Vine Hawk-Moth, Silver-striped Hawk-Moth, là một loài bướm đêm thuộc họ Sphingidae.

## Phân bố
Nó được tìm thấy ở Châu Phi, Bắc Âu, trung và Nam Á và Úc. Loài này có thể được tìm thấy ở những vùng xa hơn về phía bắc do di trú tự nhiên.

## Hình ảnh

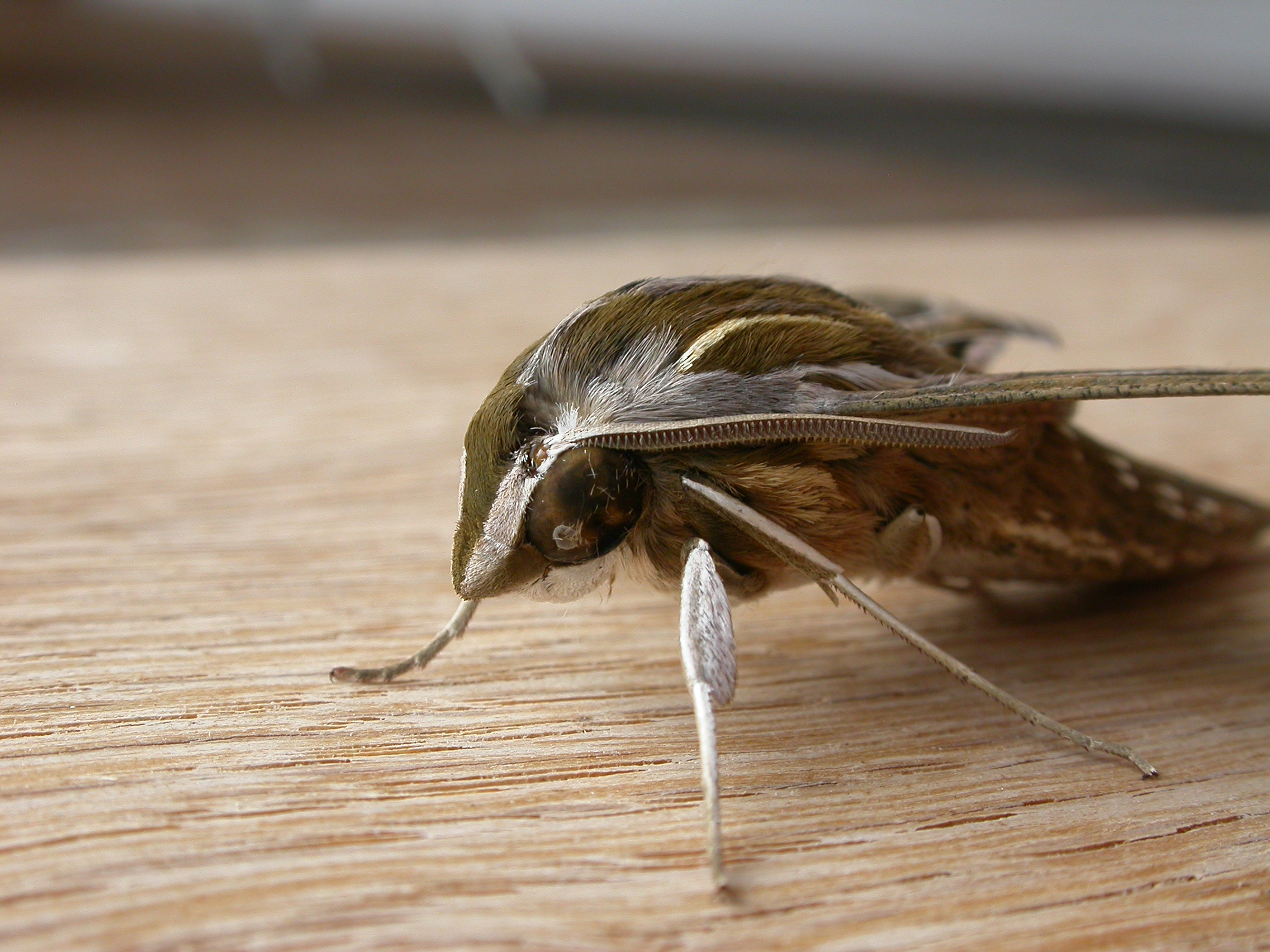
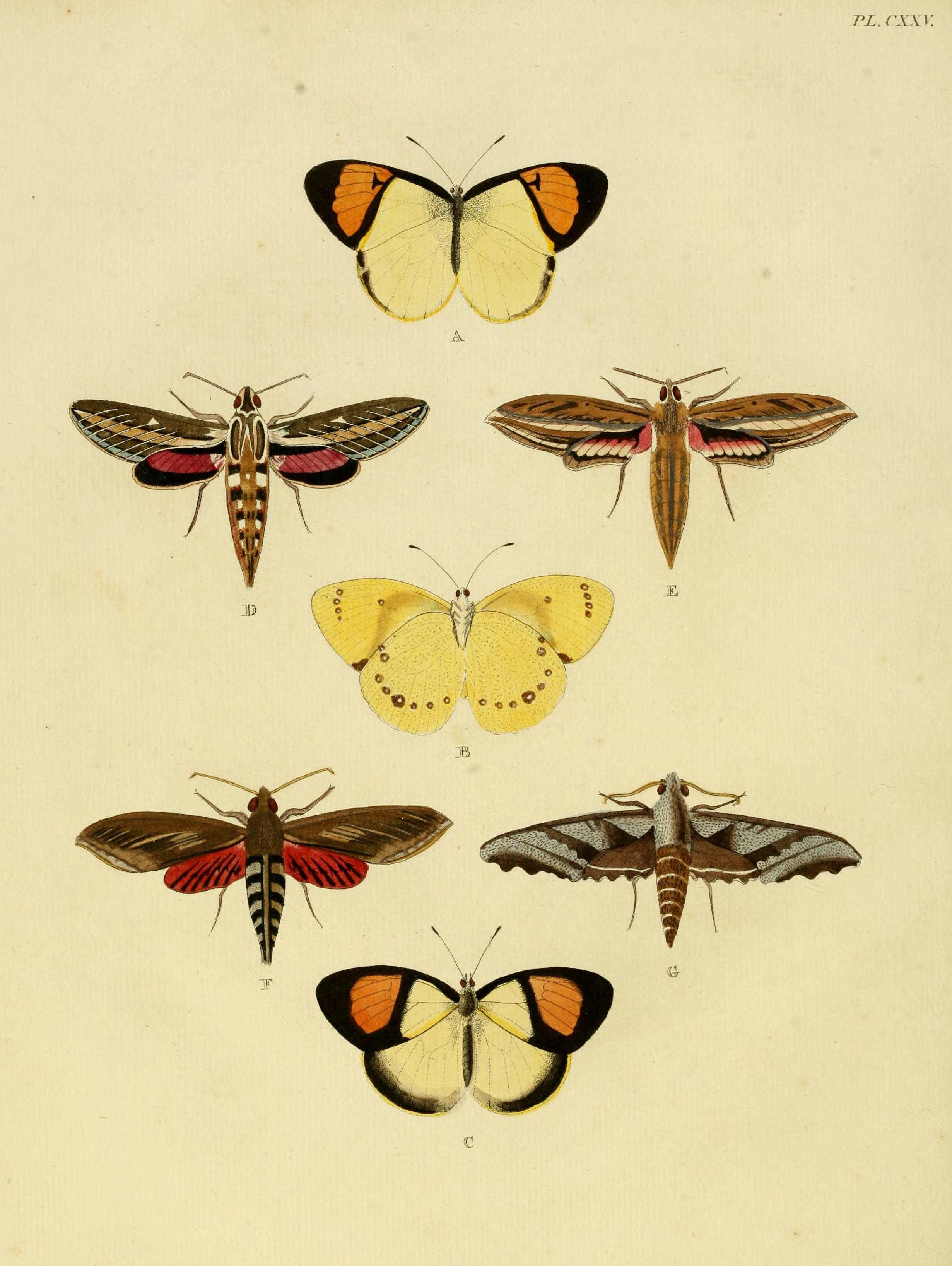

## Miêu tả

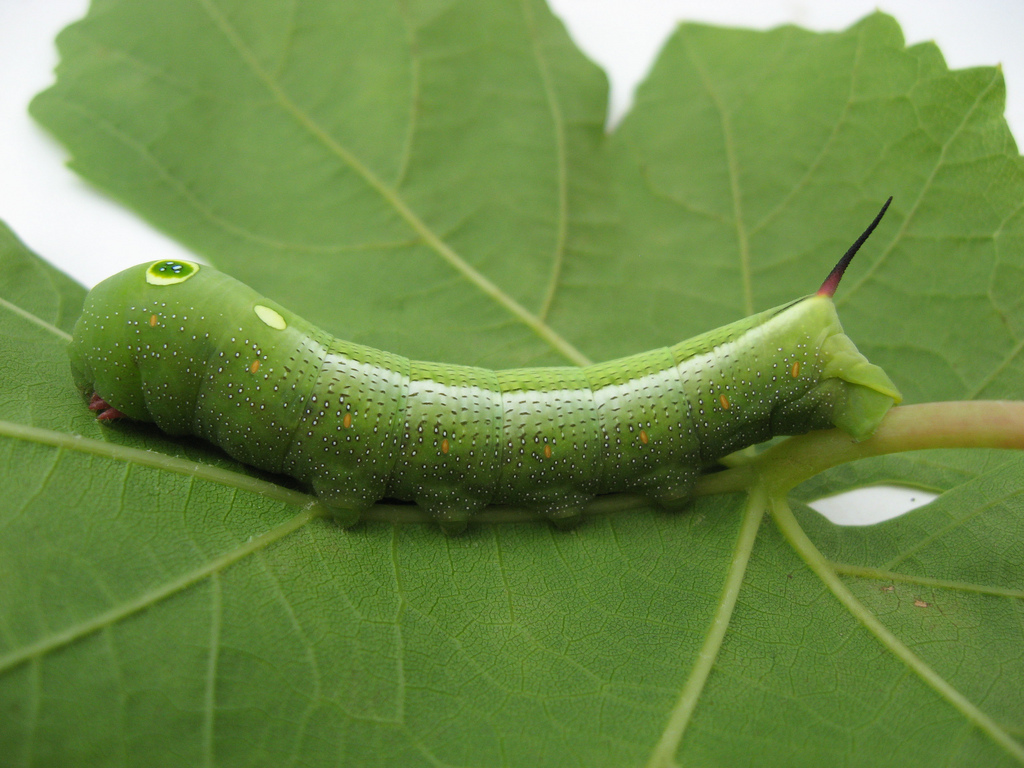
Sâu bướm
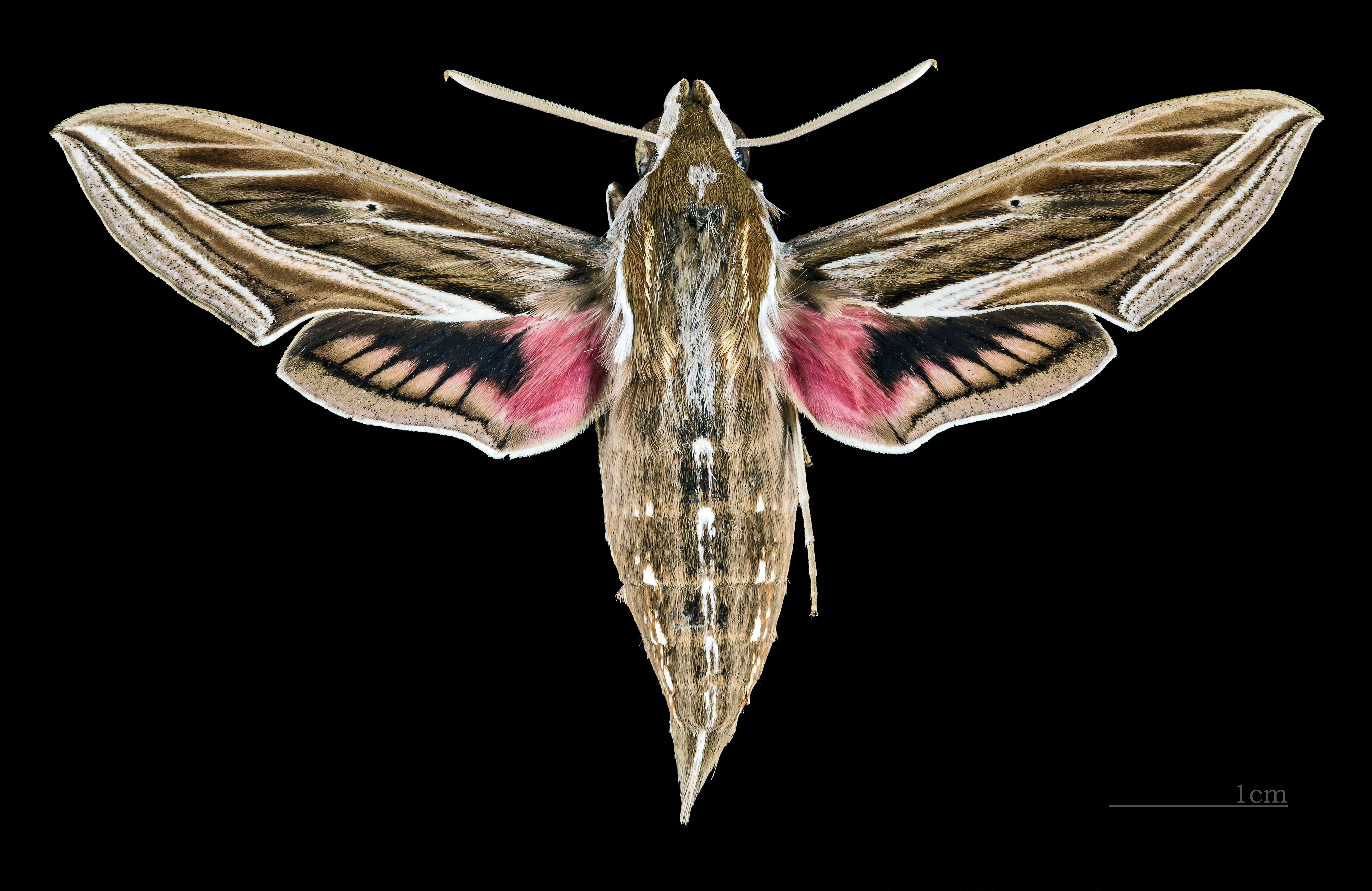
Hippotion celerio ♂
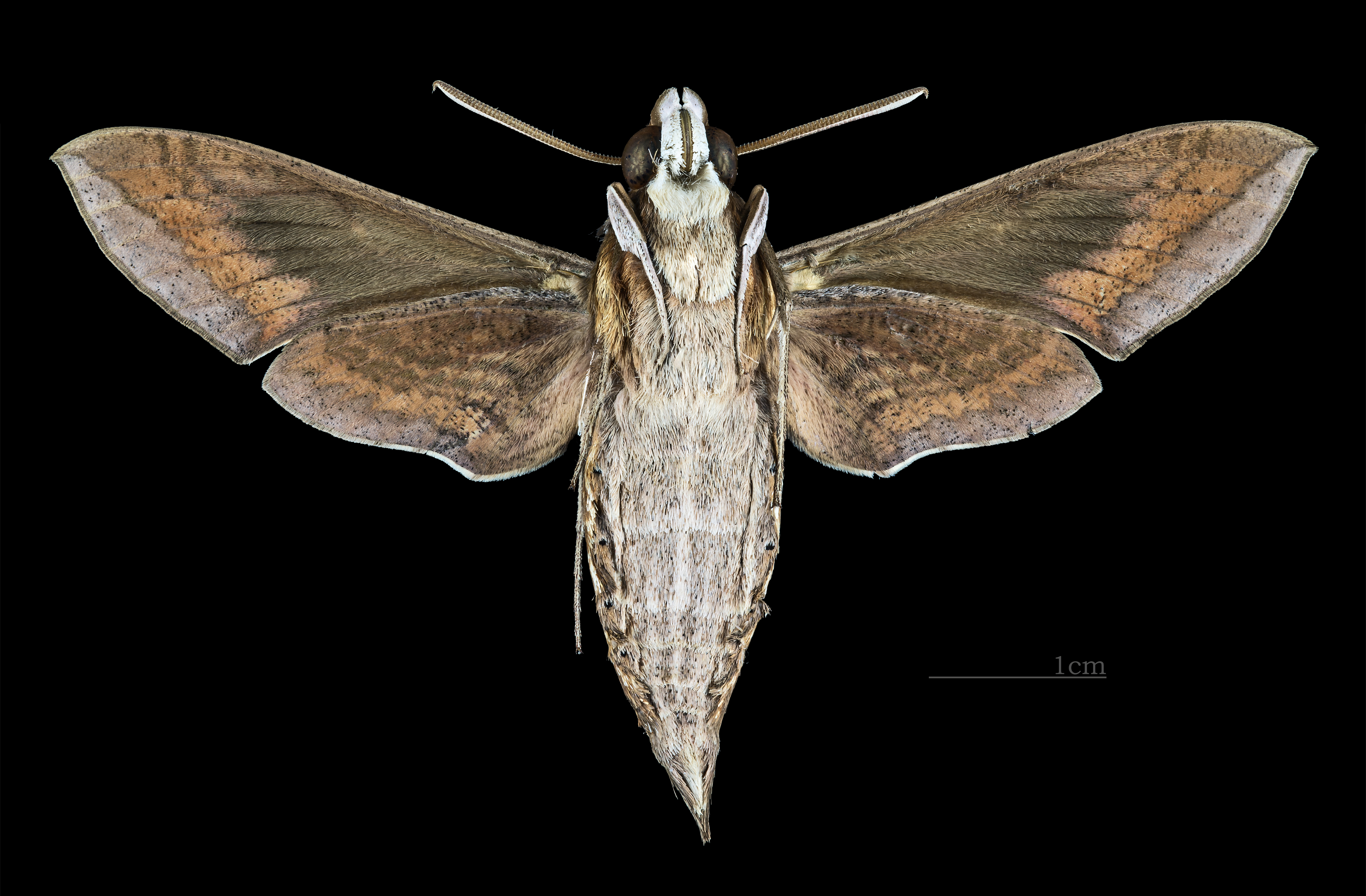
Hippotion celerio ♂ △
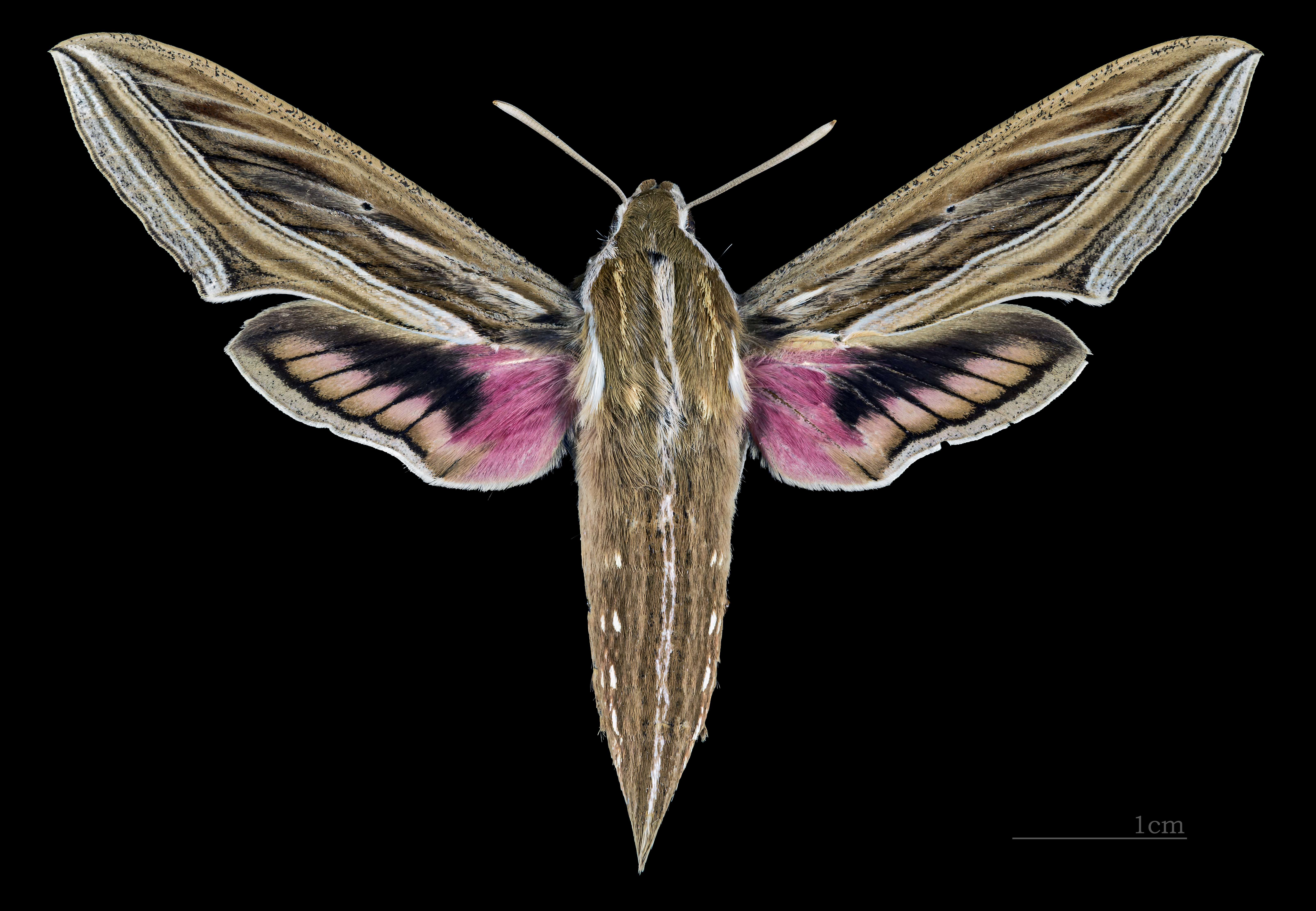
Hippotion celerio ♀
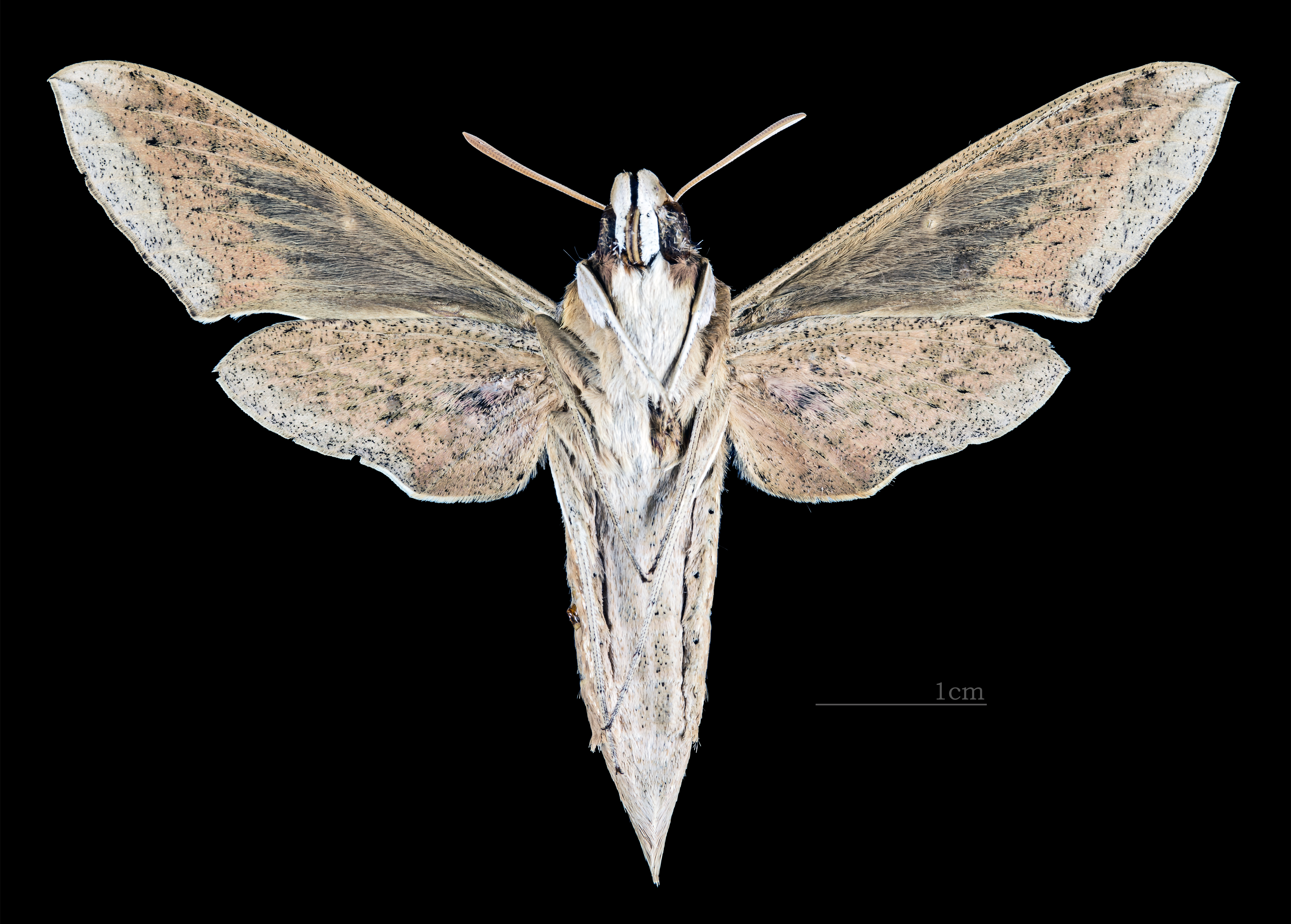
Hippotion celerio ♀ △